# Pedro de Castro (guitarrista)
Pedro de Castro (São Paulo, 1977) é um guitarrista e compositor português.

## Biografia
Pedro de Castro nasceu na cidade brasileira de São Paulo, no dia 29 de Agosto de 1977, uma vez que os pais se encontravam de passagem pelo país. 
Cresce em Cascais numa casa frequentada por artistas, uma que vez o pai era músico profissional. Com cinco anos começa a aprender a tocar piano que mais tarde irá trocar pela guitarra portuguesa, influenciado pelo guitarrista José Luís Nobre Costa. Este levava-o às Casas de Fado e colocou-lhe, pela primeira vez, nas mãos uma guitarra construída pelo mestre Gilberto Grácio para comparar o som dela com outra. 
Começa a acompanhar fadistas no Amália Clube de Fado depois de ter passado pelo Arreda.  Reconhecido como um guitarrista virtuoso, grava e acompanha vários fadistas e músicos portugueses, entre eles: Ana Sofia Varela, Celeste Rodrigues, Carlos Zel, João Braga, Kátia Guerreiro, Hélder Moutinho e Rão Kyao. 
Em 2023, participa no Festival RTP da Canção ao compor a música para a canção Enquanto é Tempo, interpretada por Teresinha Landeiro que é também a autora da letra. 

## Discografia
Entre a sua discografia encontram-se: 
- 2022 - Festim, disco a solo, editado pelo Museu do Fado [2]

## Ligações Externas
- RTP | Pedro de Castro no programa Filhos da Nação (2018)

- Festivais da Canção | Entrevista a Pedro de Castro (2023)